# Districte municipal de Mažeikiai
El Districte municipal de Mažeikiai (en lituà: Mažeikių rajono savivaldybė), és un dels 60 municipis de Lituània, situat dins del comtat de Telšiai. El centre administratiu o capital del districte és la ciutat de Mažeikiai. Cobreix una àrea de terreny de 1220 km², dels quals 32 km² corresponen a ciutats i pobles, 22 km² a zones industrials i carreteres, 614 km² a terres agrícoles, 273 km² a boscos, i 68 km² a extensions d'una altra denominació.

## Estructura
- 3 ciutats: Mažeikiai, Seda, Viekšniai
- 5 poblaciones - Laižuva, Leckava, Pikeliai, Tirkšliai y Židikai
- 191 pueblo

## Seniūnijos
- Laižuvos seniūnija (Laižuva)
- Mažeikių seniūnija (Mažeikiai)

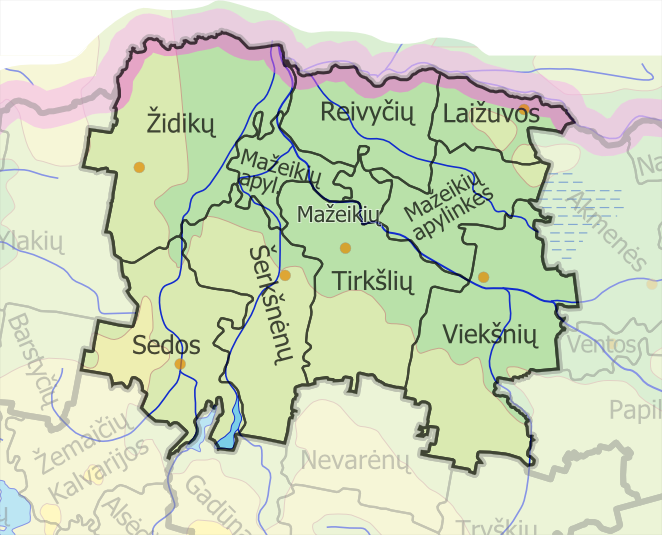
Seniūnijos del districte municipal de Šilalė

- Mažeikių apylinkės seniūnija (Mažeikiai)
- Reivyčių seniūnija (Mažeikiai)
- Sedos seniūnija (Seda)
- Šerkšnėnų seniūnija (Šerkšnėnai)
- Tirkšlių seniūnija (Tirkšliai)
- Viekšnių seniūnija(Viekšniai)
- Židikų seniūnija (Židikai)

## Galeria

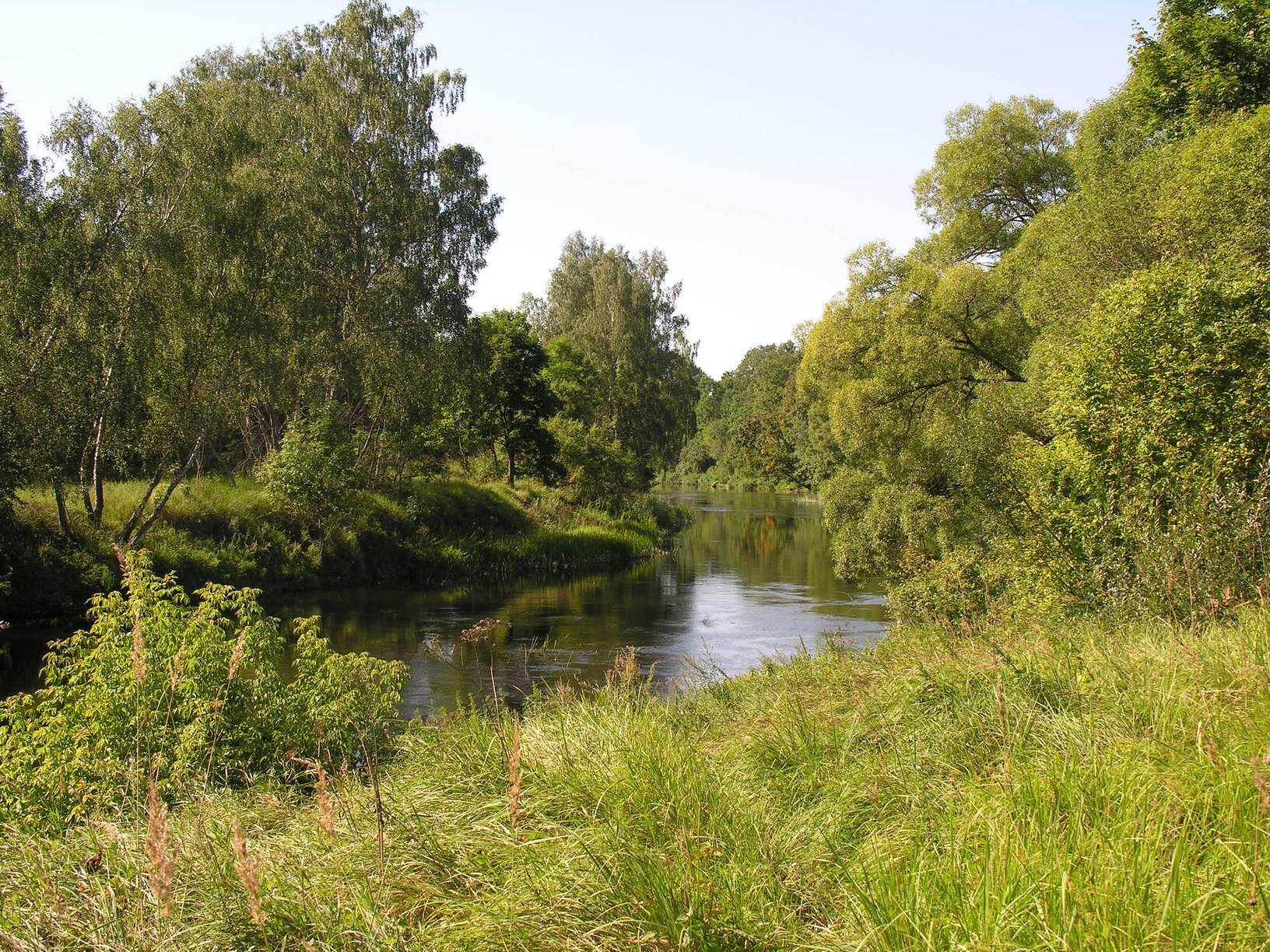
El riu Venta al districte municipal de Mažeikiai
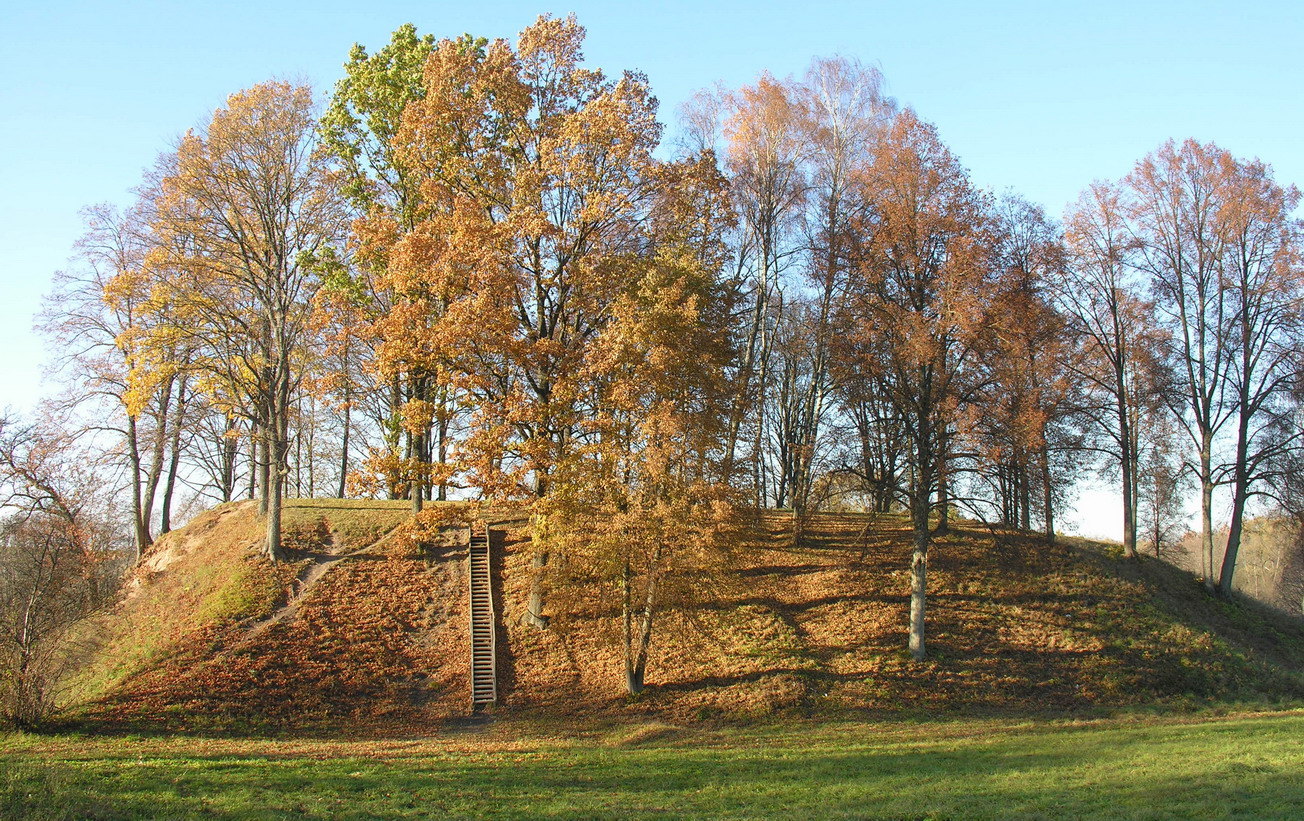
Poblat fortificat de Daubariai situat al cim d'un turó en el districte municipal de Mažeikiai. Protegit per l'Estat.